# Phyllophaga zavalana
Phyllophaga zavalana är en skalbaggsart som beskrevs av Henry J. Reinhard 1946. Phyllophaga zavalana ingår i släktet Phyllophaga och familjen Melolonthidae. Inga underarter finns listade i Catalogue of Life.